# Lillebi
Lillebi war eine Zeitschrift für Leseanfänger mit dem Ziel der spielerischen Förderung und kindgerechten Vermittlung von Wissen. Sie erschien von 2005 bis 2012.
Die zweimonatlich erscheinende Zeitschrift wurde als Lizenztitel der Firma Steinbeck von Family Media herausgegeben. Die Auflage betrug ca. 120.000 Exemplare. Chefredakteurin war Birgit Oesterle.